# Mesochorus cyparissiae
Mesochorus cyparissiae là một loài tò vò trong họ Ichneumonidae.